# Hyperbaenus juvenis
Hyperbaenus juvenis är en insektsart som beskrevs av Brunner von Wattenwyl 1888. Hyperbaenus juvenis ingår i släktet Hyperbaenus och familjen Gryllacrididae. Inga underarter finns listade i Catalogue of Life.